# Municipio de Farmville
El municipio de Farmville (en inglés: Farmville Township) es un municipio ubicado en el  condado de Pitt en el estado estadounidense de Carolina del Norte. En el año 2010 tenía una población de 6.703 habitantes.

## Geografía
El municipio de Farmville se encuentra ubicado en las coordenadas 35°35′8.58″N 77°35′1.9″O / 35.5857167, -77.583861.